# Chiesa di San Simone (Cagliari)
La chiesa di San Simone è un edificio religioso di Cagliari. Sorge in località Sa Illetta (isolotto di San Simone), nei pressi dello stagno di Santa Gilla e a ridosso della strada statale 195 Sulcitana.

## Storia e descrizione
L'isolotto di San Simone è un luogo in cui i ritrovamenti archeologici testimoniano il passaggio dei punici e dei romani. In questi luoghi, in epoca altomedievale, sorgeva la città di "Santa Igia", capitale del Giudicato di Cagliari.
L'erezione della chiesa di San Simone si fa risalire al XVI-XVII secolo, anche se la presenza dell'abside semicircolare suggerirebbe origini più antiche.
L'edificio è di modeste dimensioni; presenta facciata a coronamento orizzontale, con al centro un piccolo campanile a vela. Particolarmente pregevole è il portale, strombato e sormontato da un arco a tutto sesto, la cui lunetta ospita un dipinto raffigurante san Simone benedicente.
La chiesetta, inglobata in una fattoria e attualmente di proprietà privata, è officiata il 28 ottobre. In tale giorno i pescatori dello stagno organizzano una processione nelle imbarcazioni tipiche, dette cius, per onorare san Simone.